# Temelucha gracilis
Temelucha gracilis là một loài tò vò trong họ Ichneumonidae.